# Wolframite
La wolframite o volframite (da "volframio", sinonimo di tungsteno) è un minerale (tungstato misto di ferro e manganese), intermedio tra la ferberite (tungstato ferroso) e l'hübnerite (tungstato di manganese) e ben distinto dalla scheelite (tungstato di calcio).

## Caratteristiche
La wolframite ha una durezza Mohs compresa tra 4 e 5,5 circa, crescente al crescere del rapporto ferro/manganese.
Anche la densità cresce con il crescere del rapporto ferro/manganese, passando da 7,15 circa (hubnerite) a 7,6 (ferberite).

## Diffusione e giacimenti
La wolframite si trova nelle vene di quarzo e nelle pegmatiti associate con granito ed è comunemente accompagnata da scheelite, cassiterite, bismuto, galena, sfalerite ed arsenopirite.
La wolframite è una delle principali fonti di tungsteno. Giacimenti storici si trovano in Boemia, Cornovaglia e Sassonia. Oggi i giacimenti più importanti si trovano nella Cina centrale (Hunan). Altri giacimenti attuali si trovano in Australia, Bolivia, Corea, Portogallo, Romania, Russia e Stati Uniti.